# Širó Išii
Širó Išii (japonsky 石井 四郎, Išii Širó, [iɕiː ɕiɾoː]; 25. června 1892 Šibajama – 9. října 1959 Tokio) byl japonský generál, vojenský lékař, mikrobiolog a vedoucí jednotky 731, která se zabývala vývojem biologických zbraní pro japonskou císařskou armádu. Účastnil se mnoha násilných a smrtelných pokusů na lidech.
Navzdory svým zločinům nebyl nikdy potrestán, po válce dostal imunitu pro sebe a ostatní pachatele zločinů jednotky 731 výměnou za předání informací o svém výzkumu. Vojenský mikrobiolog podplukovník Murray Sanders informace velmi ocenil, neboť by je ve Spojených státech nebylo možné získat kvůli předsudkům spojených s experimenty na lidech.
Také byl najat americkou vládou jako instruktor využití biologických zbraní a přednášel informace zjištěné jednotkou 731.